# 山鹿市立鹿本中学校
山鹿市立鹿本中学校（やまがしりつかもとちゅうがっこう）は、熊本県山鹿市鹿本町来民にある中学校。

## 沿革
- 1947年(昭和22年) - 熊本県鹿本郡来民町外一ヶ村中学校組合立来民中学校、熊本県鹿本郡大道村外二ヶ村中学校組合立大道中学校創立。
- 1948年(昭和23年) - 来民中学校が来民町立来民中学校と改称。大道中学校が中富村大道村組合立大道中学校と改称。
- 1951年(昭和26年) - 来民中学校を大道中学校へ統合。
- 1955年(昭和30年) - 山鹿市鹿本町中学校組合立大道中学校と改称。
- 1971年(昭和46年)4月1日 - 大道中学校の一部と稲郷中学校の一部が統合し鹿本町立鹿本中学校となる。大道中学校の一部は山鹿市立山鹿中学校に、稲郷中学校(六郷地区)は菊鹿町立菊鹿中学校に統合。
- 2005年(平成17年) - 山鹿市立鹿本中学校と改称。